# Atletica leggera ai Giochi della IV Olimpiade - 800 metri piani

## L'eccellenza mondiale
| Record olimpico: 1904        | 1'56”0       | Jim Lightbody      | Presente |
| Migliore europeo in attività | 1'54”1y 1904 | Kenahan Cornwallis | Assente  |
| Primatista mond. stagionale  | 1'54”0       | Mel Sheppard       | Presente |

## La gara
Gli 800 metri si corrono dopo i 1500 metri, gara funestata dalle polemiche sul sorteggio delle batterie. Gli americani si erano sentiti danneggiati poiché i propri migliori rappresentanti erano stati fatti correre l'uno contro l'altro. 

Sul doppio giro di pista la storia si ripete: Mel Sheppard e John Halstead vengono inseriti nella stessa batteria. Immediatamente scatta la protesta ufficiale; la delegazione USA vince e ottiene che i due atleti gareggino in serie diverse. Entrambi vincono la propria gara e pertanto si qualificano.
Finale - Viene incaricato di tenere alto il ritmo il britannico Crawford, per aiutare il connazionale Theodore Just. La lepre compie il primo giro ad un ritmo incredibile: 53” netti. Quando lascia, gli è dietro l'americano Mel Sheppard, che prende subito il comando. Sheppard non si fa raggiungere da Emilio Lunghi e Just, che lo inseguono, e stabilisce il nuovo primato dei Giochi.

Emilio Lunghi conclude la gara con un ottimo secondo posto; Theodore Just, il migliore dei britannici, si fa rimonatare e giunge solo quinto.

Sheppard ha continuato a spingere fino alle 880 iarde, fermando i cronometri su 1'54"0, a soli 6 decimi dal record del mondo.

## Risultati

### Turni eliminatori
| 8 Batterie | 20 luglio | 38 iscritti   | Si qualificano solo i vincitori. |
| Finale     | 21 luglio | 8 concorrenti |                                  |

### Batterie
1ª batteria
| Pos. | Atleta             | Nazione     | Tempo ufficiale | Tempo ufficioso |
| ---- | ------------------ | ----------- | --------------- | --------------- |
| 1    | Ödön Bodor         | Ungheria    | 1"58"6          |                 |
| 2    | George Butterfield | Regno Unito |                 | 1"58"9          |
| 3    | Evert Björn        | Svezia      | n/d             | n/d             |
| 4    | Jim Lightbody      | Stati Uniti | n/d             | n/d             |
| -    | Murray Ashford     | Regno Unito | dnf             | dnf             |
| -    | Henk van der Wal   | Paesi Bassi | dnf             | dnf             |

2ª batteria
| Pos. | Atleta        | Nazione     | Tempo ufficiale | Tempo ufficioso |
| ---- | ------------- | ----------- | --------------- | --------------- |
| 1    | Mel Sheppard  | Stati Uniti | 1'58"0          |                 |
| 2    | James Lintott | Regno Unito |                 | 1'58"8          |
| 3    | Irving Parkes | Canada      | n/d             | n/d             |

3ª batteria
| Pos. | Atleta        | Nazione     | Tempo ufficiale | Tempo ufficioso |
| ---- | ------------- | ----------- | --------------- | --------------- |
| 1    | John Halstead | Stati Uniti | 2'01"4          |                 |
| 2    | John Lee      | Regno Unito |                 | 2'01"7          |
| 3    | George Morphy | Regno Unito | n/d             | n/d             |
| 4    | József Nagy   | Ungheria    | n/d             | n/d             |

4ª batteria
| Pos. | Atleta              | Nazione     | Tempo ufficiale | Tempo ufficioso |
| ---- | ------------------- | ----------- | --------------- | --------------- |
| 1    | Emilio Lunghi       | Italia      | 1'57"2          |                 |
| 2    | Harry Coe           | Stati Uniti |                 | 1'58"0          |
| 3    | Lloyd Jones         | Stati Uniti | n/d             | n/d             |
| -    | Stylianos Dimitriou | Grecia      | dnf             | dnf             |
| -    | Larry Manogue       | Regno Unito | dnf             | dnf             |

5ª batteria
| Pos. | Atleta         | Nazione     | Tempo ufficiale | Tempo ufficioso |
| ---- | -------------- | ----------- | --------------- | --------------- |
| 1    | Clarke Beard   | Stati Uniti | 1'59"8          |                 |
| 2    | Arthur Astley  | Regno Unito |                 | 1'59"9          |
| 3    | Don Buddo      | Canada      | n/d             | n/d             |
| 4    | Oskar Quarg    | Germania    |                 | 2'10"0          |
| AC   | Charles French | Stati Uniti | dnf             | dnf             |
| AC   | Edward Dahl    | Svezia      | dnf             | dnf             |

6ª batteria
| Pos. | Atleta          | Nazione     | Tempo ufficiale | Tempo ufficioso |
| ---- | --------------- | ----------- | --------------- | --------------- |
| 1    | Theodore Just   | Regno Unito | 1'57"8          |                 |
| 2    | Andreas Breynck | Germania    |                 | 2'06"0          |
| -    | Gösta Danielson | Svezia      | dnf             | dnf             |
| -    | Arie Vosbergen  | Paesi Bassi | dnf             | dnf             |

7ª batteria
| Pos. | Atleta            | Nazione     | Tempo ufficiale | Tempo ufficioso |
| ---- | ----------------- | ----------- | --------------- | --------------- |
| 1    | Hanns Braun       | Germania    | 1'58"0          |                 |
| 2    | Joseph Bromilow   | Stati Uniti |                 | 1'58"3          |
| 3    | Harold Holding    | Regno Unito |                 | 1'58"5          |
| -    | Horace Ramey      | Stati Uniti | dnf             | dnf             |
| -    | Fredrik Svanström | Finlandia   | dnf             | dnf             |
| -    | Bram Evers        | Paesi Bassi | dnf             | dnf             |

8ª batteria
| Pos. | Atleta                 | Nazione     | Tempo ufficiale | Tempo ufficioso |
| ---- | ---------------------- | ----------- | --------------- | --------------- |
| 1    | Ivo Fairbairn-Crawford | Regno Unito | 1'57"8          |                 |
| 2    | Kristian Hellström     | Svezia      |                 | 2'00"0          |
| 3    | Harvey Sutton          | Australasia | n/d             | n/d             |
| 4    | Frank Sheehan          | Stati Uniti | n/d             | n/d             |

### Finale
| Pos.    | Paese       | Atleta                 | Età | Tempo ufficiale | Tempo ufficioso |
| ------- | ----------- | ---------------------- | --- | --------------- | --------------- |
| Oro     | Stati Uniti | Mel Sheppard           | 25  | 1'52"8          |                 |
| Argento | Italia      | Emilio Lunghi          | 22  |                 | 1'54"2          |
| Bronzo  | Germania    | Hanns Braun            | 22  |                 | 1'55"2          |
| 4       | Ungheria    | Ödön Bodor             | 26  |                 | 1'55"4          |
| 5       | Regno Unito | Theodore Just          | 22  |                 | 1'56"4          |
| 6       | Stati Uniti | John Halstead          | 22  | n/d             | n/d             |
| -       | Regno Unito | Ivo Fairbairn-Crawford | 24  | Ritirato        | Ritirato        |
| -       | Stati Uniti | Clarke Beard           | 24  | Rit.            | Rit.            |